# Astronomia de raigs gamma

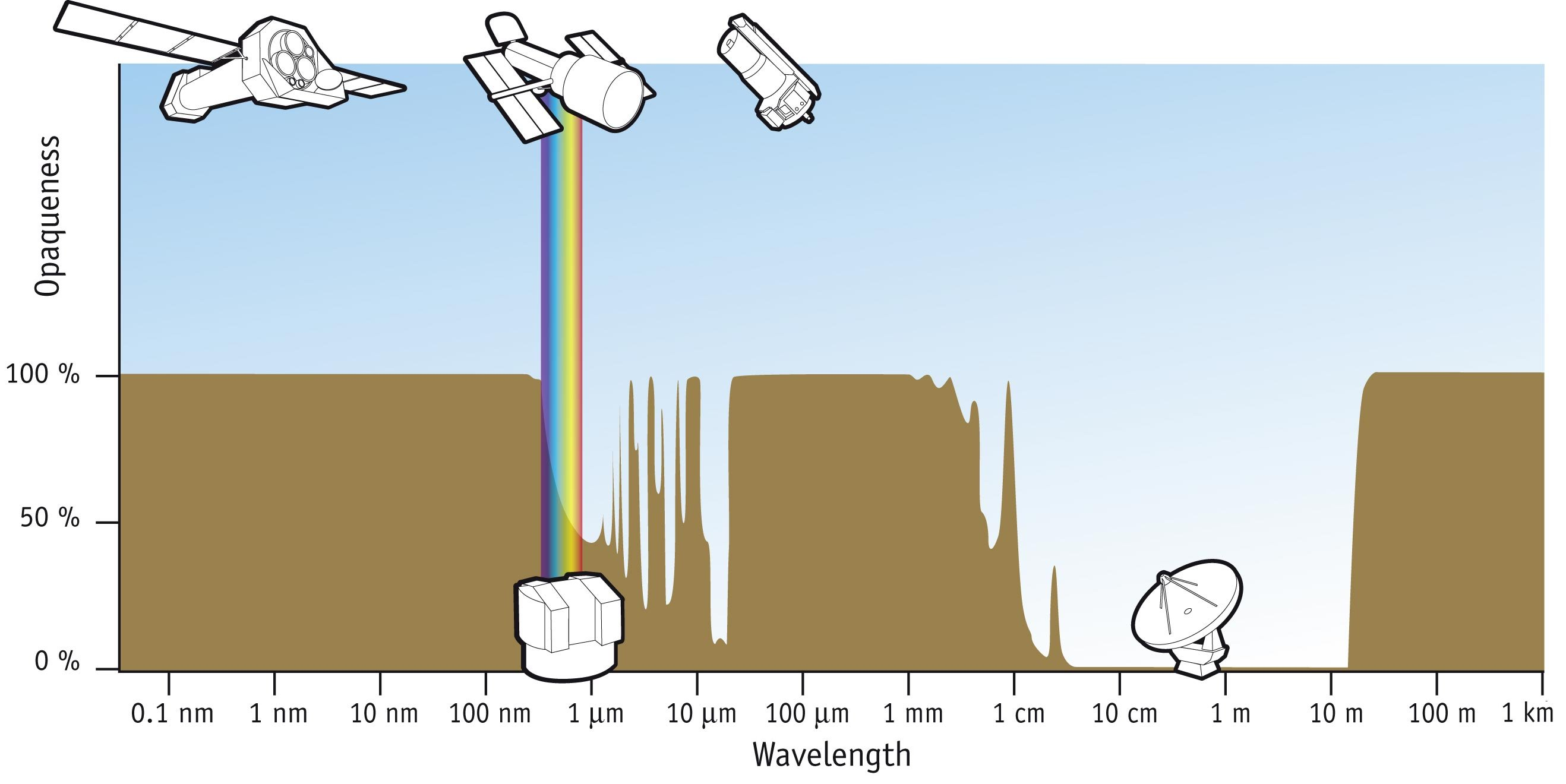
Els raigs gamma no penetren en l'atmosfera, per la qual cosa han de ser estudiats des d'un telescopi espacial

L'astronomia de raigs gamma  es defineix com l'estudi astronòmic de cosmos a través dels raigs gamma (fotons d'energia superior als raigs X). L'atmosfera terrestre protegeix el planeta de la radiació gamma, per això les primeres observacions astronòmiques dels fotons gamma van haver de realitzar-se mitjançant globus sonda i coets (per a temps d'observació molt curts) abans que es fabriquessin els primers satèl·lits artificials.
La radiació gamma és extremadament potent, la seva detecció requereix aparells de grans dimensions, formats per una sèrie de gruixudes plaques metàl·liques. El seu funcionament guarda certes similituds amb el del comptador Geiger.
L'astronomia de raigs gamma és de vegades anomenada la de l'univers "violent" pel fet que les fonts de raigs gamma són, en general, explosions, col·lisions a gran velocitat, dolls de partícules, etc.

## Història

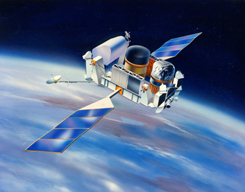
Observatori Compton de raigs gamma

Molt abans que els experiments detectessin l'emissió de raigs gamma procedent de fonts còsmiques, els científics ja suposaven que l'univers produïa aquest tipus de fotons.
El treball realitzat per Eugene Feenberg i H. Primakoff el 1948, Sachi Hayakawa i I.B. Hutchinson el 1952, i, especialment, Philip Morrison el 1958, deixa constància que un gran nombre de diferents processos que es produeixen en l'univers provoquen l'emissió de raigs gamma. Aquests processos inclouen interaccions de raigs còsmics amb gas interestel·lar, supernoves, interaccions d'electrons amb camps magnètics.
No obstant això, no és fins a la dècada dels 60 quan es desenvolupa la capacitat real de detectar aquest tipus d'emissions.
El telescopi pioner va ser el telescopi de 10 metres de l'Observatori Whipple que va detectar per primera vegada una font de raigs gamma (la Nebulosa del Cranc) que va ser identificat com un dels objectes celestes més brillants en raigs gamma el 1967. en aquest nivell d'energia. Actualment (2009), gairebé un centenar de fonts han estat identificades utilitzant aquesta tècnica. Els observatoris més importants són el projecte dels Estats Units VERITAS i els projectes europeus HESS i MAGIC.